# Kim Deal

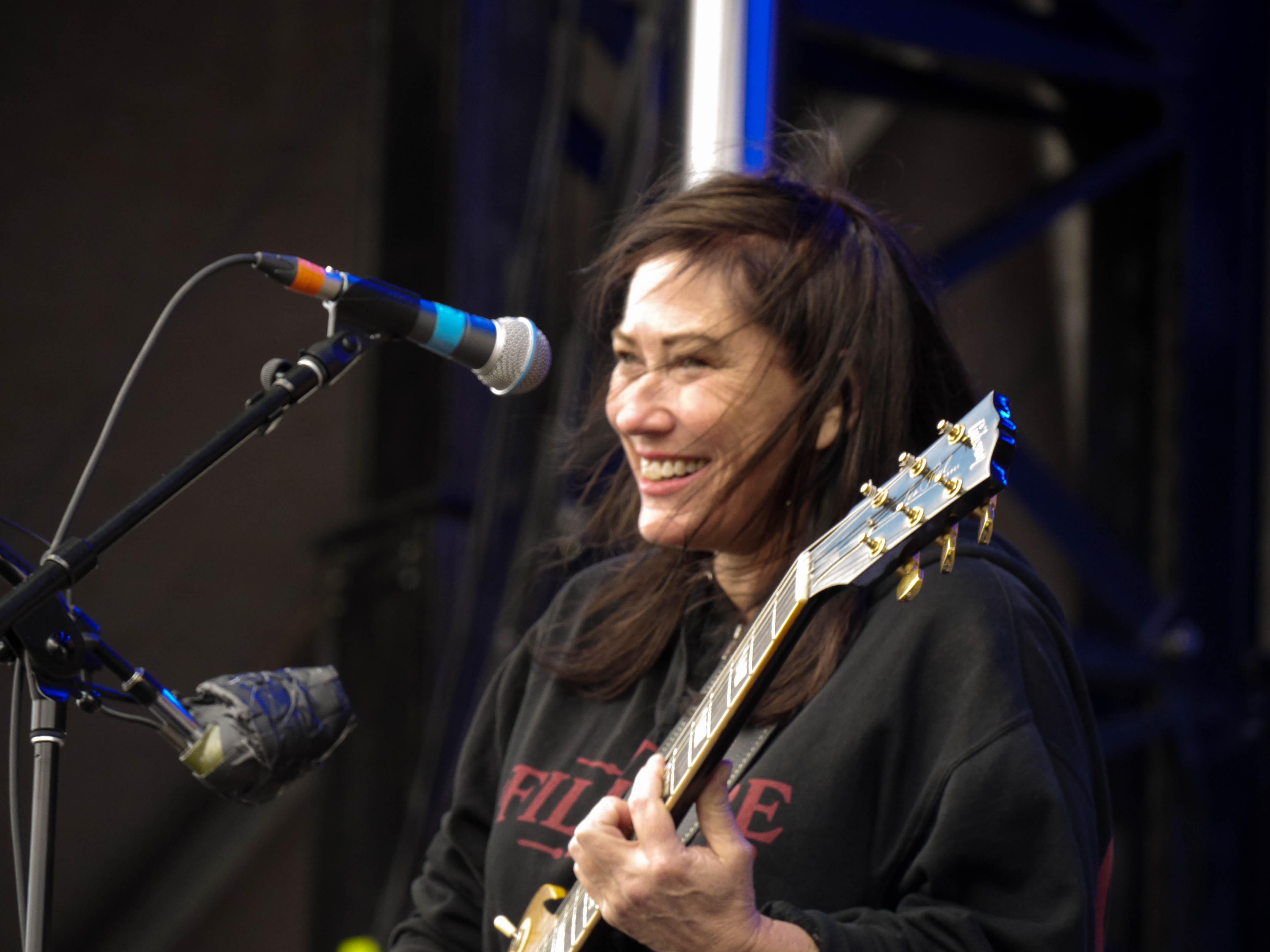
Kim Deal mit The Breeders (2018)

Kim Deal (* 10. Juni 1961 in Dayton, Ohio, voller Name Kimberley Ann Deal) ist eine US-amerikanische Musikerin. Sie war Bassistin der Indie-Rockband Pixies und ist Gitarristin und Sängerin der Breeders.

## Leben
Kim Deal wurde in Dayton, Ohio, geboren, wo sie mit ihrer Zwillingsschwester Kelley aufwuchs. Nach ihrer Hochzeit mit John Murphy zog sie nach Boston. Sie lernte 1986 über eine Anzeige Frank Black und Joey Santiago kennen, mit denen sie die Pixies gründete. Bis zu ihrer Scheidung 1989 verwendete sie den Künstlernamen „Mrs. John Murphy“.
1989 gründete sie als Nebenprojekt zu den Pixies, unter anderem mit Tanya Donelly von den Throwing Muses, die Breeders, die ihr Debütalbum Pod 1990 herausbrachten. Nach Konflikten mit Frank Black lösten sich die Pixies 1993 auf. Im gleichen Jahr hatten die Breeders mit dem zweiten Album Last Splash und der Single Cannonball weltweiten Erfolg. Nach dem Ausstieg von Tanya Donelly wurde Kelley Deal, Kims Schwester, als neue Gitarristin in die Band aufgenommen. 1994 musste Kelley jedoch wegen ihrer schweren Heroinsucht in eine Entzugsklinik aufgenommen werden; die Breeders wurden danach für acht Jahre auf Eis gelegt. Kim Deal hatte in dieser Zeit ihrerseits mit Alkoholismus zu kämpfen und unternahm mehrere Entziehungskuren. Während dieser Zeit spielte sie mit ihrer anderen Band The Amps und nahm mit ihnen ein Album auf. Zusätzlich produzierte sie Alben für andere Bands, darunter Guided by Voices.
Mit Title TK (2002), Mountain Battles (2008) und All Nerve (2018) erschienen drei weitere Breeders-Alben, zwischen 2004 und 2013 war Deal auch wieder bei den neuformierten Pixies dabei.
2024 erschien ihr erstes Soloalbum Nobody Loves You More.